# Lioré et Olivier

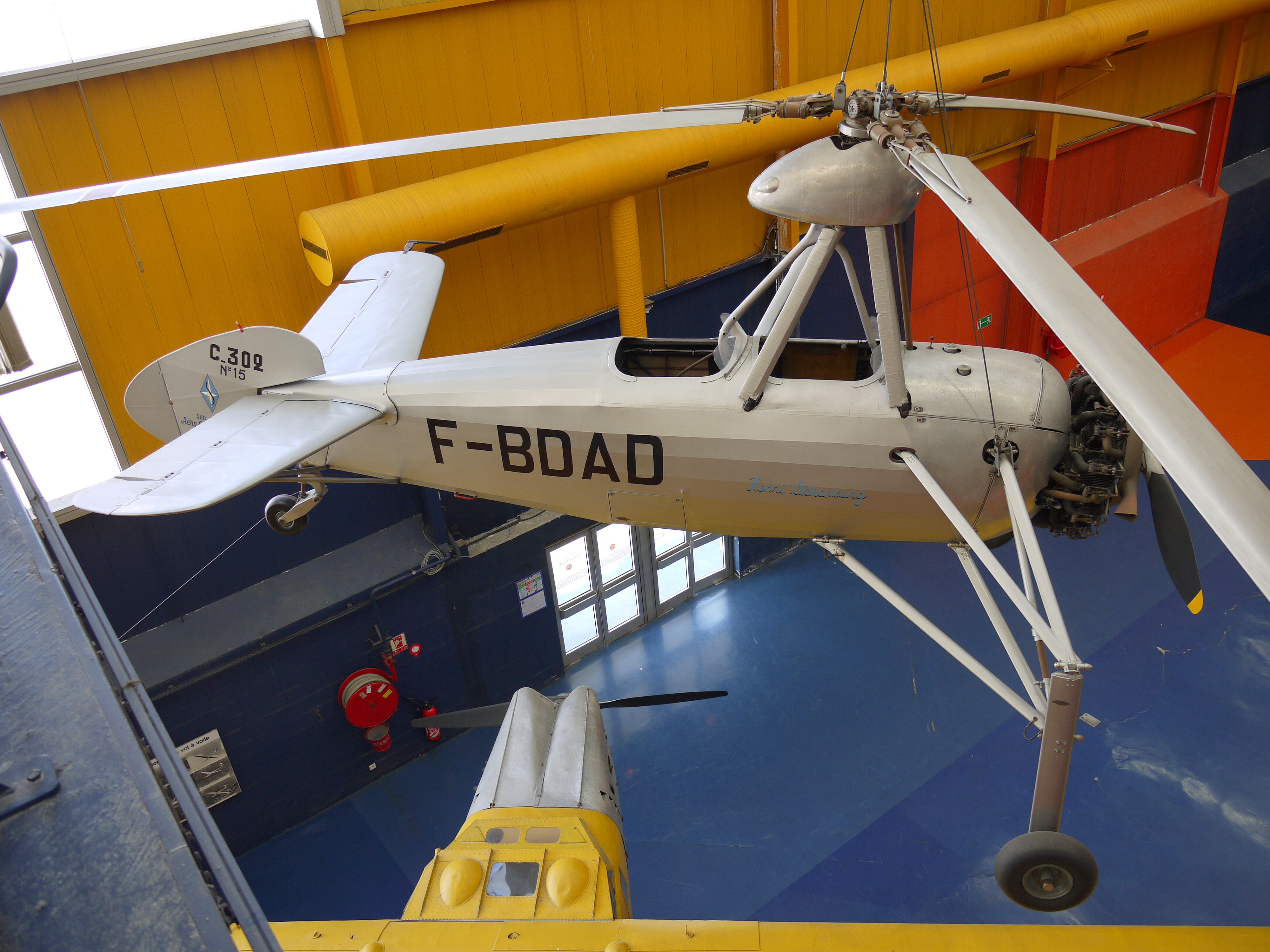
Autogyre LeO C-302 construit sous licence Cierva (1939).

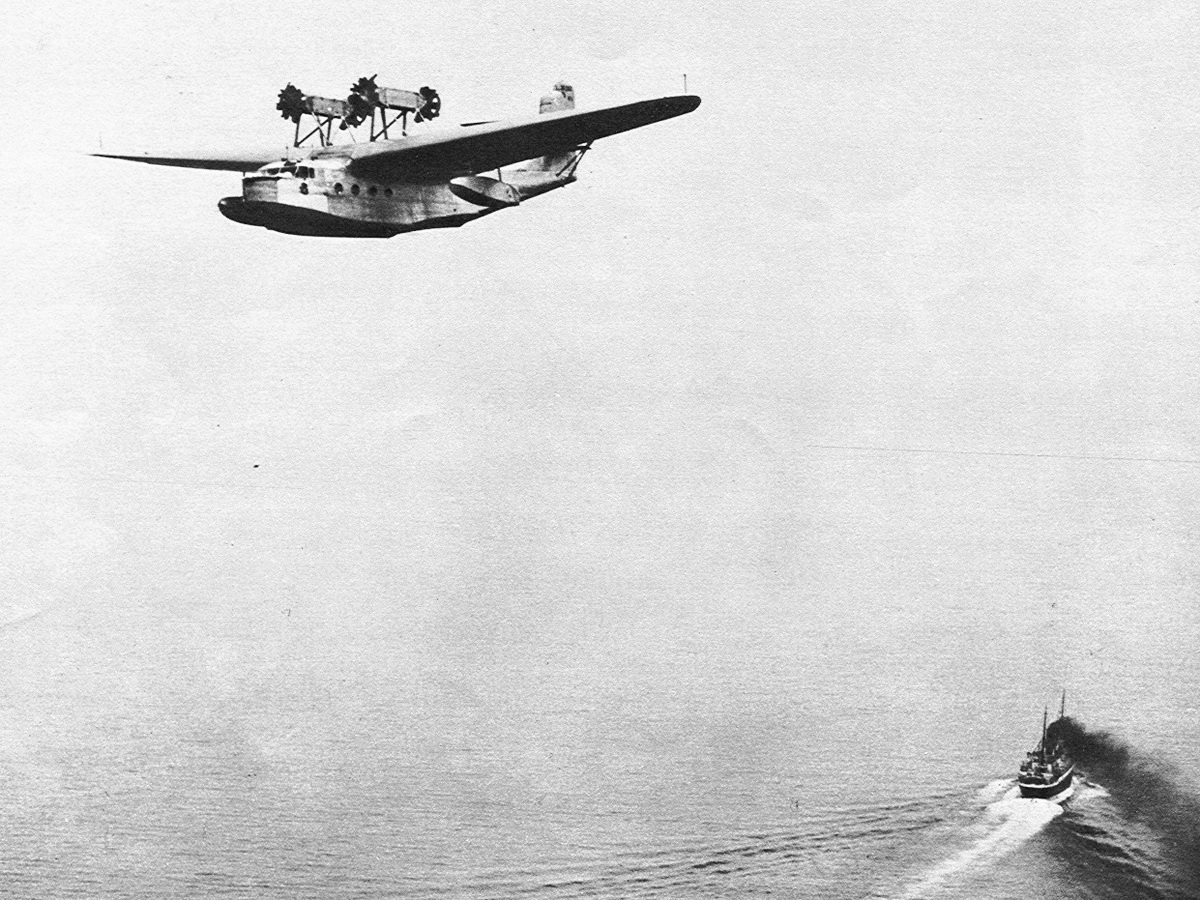
Au large des côtes de Provence, un des hydravions quadrimoteurs Lioré et Olivier H-242, des lignes méditerranéennes d´Air France, croise un paquebot du service Marseille-Tunis en 1934.

Lioré et Olivier est un constructeur aéronautique français de l'entre-deux-guerres.

## Historique
La Société de Constructions Aéronautiques d'hydravions « Lioré et Olivier », constituée avant la Seconde Guerre mondiale, fut ainsi nommée à partir des patronymes de ses deux fondateurs, Fernand Lioré et Henri Olivier. 
Elle s'installe de 1911 à la fin des années 1920 à Levallois-Perret (Hauts-de-Seine). Paul Asantchéeff dirige le bureau d'études d'Argenteuil et Marcel Riffard puis Edmond Benoit celui de Clichy.
Elle disposait de trois usines. Lors de la nationalisation des industries aéronautiques de 1936, les usines d’Argenteuil et de Clichy ont été intégrées à la SNCASE, alors que l'usine de Rochefort ralliait la SNCASO.

## Liste des appareils
- Lioré et Olivier LeO 1
- Lioré et Olivier LeO H-6
- Lioré et Olivier LeO H-13
- Lioré et Olivier LeO H-15
- Lioré et Olivier LeO H-180
- Lioré et Olivier LeO H-19
- Lioré et Olivier LeO 20
- Lioré et Olivier LeO 21
- Lioré et Olivier LeO H-24
- Lioré et Olivier LeO H-241
- Lioré et Olivier LeO H-242
- Lioré et Olivier LeO H-246
- Lioré et Olivier LeO H-25
- Lioré et Olivier LeO C-30 - autogire Cierva C.30 construit sous licence Cierva
- Lioré et Olivier LeO H-43
- Lioré et Olivier LeO H-440
- Lioré et Olivier LeO 451
- Lioré et Olivier LeO H-47
- Lioré et Olivier LeO H-49